# ラグビーワールドカップ2023・プールA
ラグビーワールドカップ2023・プールAは、2023年9月8日に開始され、10月6日まで行われた。開催国のフランス、過去3回優勝したニュージーランド、イタリアが含まれる。

## 出場チーム
|              | チーム           | バンド | 連盟       | 予選                             | 出場決定      | 出場回数 | 前回出場 | 最高成績                                                        | ランキング | ランキング |
| 2020年1月1日 | チーム           | バンド | 連盟       | 予選                             | 出場決定      | 出場回数 | 前回出場 | 最高成績                                                        | 2023年9月  |            |
| ------------ | ---------------- | ------ | ---------- | -------------------------------- | ------------- | -------- | -------- | --------------------------------------------------------------- | ---------- | ---------- |
| A1           | ニュージーランド | 1      | オセアニア | 2019年大会 プールステージ3位以上 | 2019年        | 10       | 2019     | 優勝 (1987, 2011, 2015)                                         | 2          |            |
| A2           | フランス         | 2      | ヨーロッパ | 開催国                           | 2017年7月15日 | 10       | 2019     | 準優勝 (1987, 1999, 2011)                                       | 7          |            |
| A3           | イタリア         | 3      | ヨーロッパ | 2019年大会 プールステージ3位以上 | 2019年        | 10       | 2019     | プールステージ (1987, 1991, 1995, 1999, 2003, 2007, 2015, 2019) | 12         |            |
| A4           | ウルグアイ       | 4      | 南アメリカ | アメリカ1位                      | 2021年10月9日 | 10       | 2019     | 3位 (2007)                                                      | 18         |            |
| A5           | ナミビア         | 5      | アフリカ   | アフリカ1位                      | 2022年7月10日 | 7        | 2019     | プールステージ (1999, 2003, 2007, 2011, 2015, 2019)             | 23         |            |

備考
1. ↑  組み合わせ抽選に使用
2. 1 2  抽選時にアメリカ第1代表が決まっていなかったため、ランキングに関係なく、バンド4に入れられた[3]。
3. 1 2  抽選時にアメリカ第1代表が決まっていなかったため、ランキングに関係なく、バンド5に入れられた[3]。

## 順位表
| 順 | Team                 | Pld | W | D | L | PF  | PA  | +/-  | Try +/- | BP | Pts | 出場権                                    |
| -- | -------------------- | --- | - | - | - | --- | --- | ---- | ------- | -- | --- | ----------------------------------------- |
| 1  | フランス (H, Q)      | 4   | 4 | 0 | 0 | 210 | 32  | +178 | 27      | 2  | 18  | 決勝トーナメント進出 2027年大会出場権獲得 |
| 2  | ニュージーランド (Q) | 4   | 3 | 0 | 1 | 253 | 47  | +206 | 38      | 3  | 15  | 決勝トーナメント進出 2027年大会出場権獲得 |
| 3  | イタリア (E)         | 4   | 2 | 0 | 2 | 114 | 181 | –67  | -10     | 2  | 10  | 2027年大会出場権獲得                      |
| 4  | ウルグアイ (E)       | 4   | 1 | 0 | 3 | 65  | 164 | –99  | -4      | 1  | 5   |                                           |
| 5  | ナミビア (E)         | 4   | 0 | 0 | 4 | 37  | 255 | –218 | -31     | 0  | 0   |                                           |

## 試合
試合時間は中央ヨーロッパ夏時間（UTC+2）

### フランス vs ニュージーランド
| 9月8日 21:15 | フランス                                                                                                 | 27–13  | ニュージーランド                                      | スタッド・ド・フランス, サン＝ドニ 観客数: 78,690人 レフリー: ヤコ・ペイパー (南アフリカ) |
| 9月8日 21:15 | トライ: プノー 55' c ジャミネ 78' m コンバート: ラモス (1/1) 57' PK: ラモス (5/7) 5', 20', 29', 65', 74' | Report | トライ: テレア (2) 2' m, 43' m PK: モウンガ (1/1) 25' | スタッド・ド・フランス, サン＝ドニ 観客数: 78,690人 レフリー: ヤコ・ペイパー (南アフリカ) |

### イタリア vs ナミビア
| 9月9日 13:00 | (1 BP) イタリア | 52–8   | ナミビア                                         | スタッド・ジェフロワ＝ギシャール, サン＝テティエンヌ 観客数: 35,515人 レフリー: アンドリュー・ブライス (アイルランド) |
| 9月9日 13:00 | トライ: L・カノーネ 11' c P・ガルビージ 15' c ラム 46' c カプオッツォ 55' c ファイバ 74' c ズリアーニ 78' c オドグウ 80+3' c コンバート: アラン (7/7) 12', 16', 48', 57', 75', 79', 80+4' PK: アラン (1/1) 8' | Report | トライ: ムートン 21' m PK: スワネプール (1/2) 4' | スタッド・ジェフロワ＝ギシャール, サン＝テティエンヌ 観客数: 35,515人 レフリー: アンドリュー・ブライス (アイルランド) |

### フランス vs ウルグアイ
| 2023年9月14日 21:00 | フランス | 27–12  | ウルグアイ                                                            | スタッド・ピエール＝モーロワ, リール 観客数: 48,821人 レフリー: ベン・オキーフ (ニュージーランド) |
| 2023年9月14日 21:00 | トライ: アストイ 10' c モーヴァカ 55' c ビーリー＝ビーアレイ 74' c コンバート: ジャミネ (3/3) 11', 56', 75' PK: ジャミネ (2/3) 3', 14' | Report | トライ: フレイタス 6' m アマヤ 53' c コンバート: エチェベリ (1/2) 54' | スタッド・ピエール＝モーロワ, リール 観客数: 48,821人 レフリー: ベン・オキーフ (ニュージーランド) |

備考:
- ワールドカップ初対戦

### ニュージーランド vs ナミビア
| 2023年9月15日 21:00 | (1 BP) ニュージーランド | 71–3   | ナミビア                   | スタジアム, トゥールーズ 観客数: 31,996人 レフリー: ルーク・ピアース (イングランド) |
| 2023年9月15日 21:00 | トライ: ロイガード (2) 2' c, 7' m マッケンジー (2) 20' c, 39' c ファインガアヌク 25' m ライナートブラウン 35' c デグルート 49' m パパリイ 55' c ハヴィリ 58' c クラーク 67' c イオアネ 77' c コンバート: マッケンジー (8/11) 3', 20', 36', 40', 55', 59', 68', 78' | Report | PK: スワンポール (1/1) 11' | スタジアム, トゥールーズ 観客数: 31,996人 レフリー: ルーク・ピアース (イングランド) |

### イタリア vs ウルグアイ
| 2023年9月20日 17:45 | (1 BP) イタリア | 38–17  | ウルグアイ                                                                                              | スタッド・ド・ニース, ニース 観客数: 28,627人 レフリー: アンガス・ガードナー (オーストラリア) |
| 2023年9月20日 17:45 | トライ: パニ 7' c ラマロ 46' c イオアネ 52' c カンノーネ 56' c ブレックス 61' c コンバート: アラン (5/5) 8', 47', 53', 57', 62' PK: ガルビシ (1/1) 70' | Report | トライ: 認定トライ 27' フレイタス 37' c コンバート: エチェベリ (1/1) 38' ドロップ: エチェベリ (1/1) 42' | スタッド・ド・ニース, ニース 観客数: 28,627人 レフリー: アンガス・ガードナー (オーストラリア) |

備考:
- ワールドカップ初対戦

### フランス vs ナミビア
| 2023年9月21日 21:00 | (1 BP) フランス | 96–0   | ナミビア | スタッド・ヴェロドローム, マルセイユ 観客数: 63,486人 レフリー: マシュー・カーリー (イングランド) |
| 2023年9月21日 21:00 | トライ: プノー (3) 6' m, 21' c, 55' c ダンティ (2) 9' c, 26' c オリヴォン (2) 18' c, 68' c フランマン 33' c デュポン 38' c ビーリー＝ビーアレイ (2) 40+1' c, 64' c クイユー 47' c ジャミネ 76' c 認定トライ 80' コンバート: ラモス (12/13) 10', 18', 22', 27', 34', 39', 40+2', 48', 56', 65', 70', 77' | Report |          | スタッド・ヴェロドローム, マルセイユ 観客数: 63,486人 レフリー: マシュー・カーリー (イングランド) |

### ウルグアイ vs ナミビア
| 2023年9月27日 17:45 | (1 BP) ウルグアイ | 36–26  | ナミビア | パルク・オリンピック・リヨン, リヨン 観客数: 49,342人 レフリー: マシュー・ライナル (フランス) |
| 2023年9月27日 17:45 | トライ: アマヤ (2) 19' c, 49' c ケスレル 28' c アラタ 54' c バッソ 66' c コンバート: エチェベリ (3/4) 29', 51', 55' ベルチェシ (1/1) 67' PK: ベルチェシ (1/1) 74' | Report | トライ: ムートン 1' c グレイリング 11' c コンバート: スワネプール (2/2) 2', 12' PK: スワネプール (4/4) 25', 35', 43', 69' | パルク・オリンピック・リヨン, リヨン 観客数: 49,342人 レフリー: マシュー・ライナル (フランス) |

備考:
- ワールドカップ初対戦

### ニュージーランド vs イタリア
| 2023年9月29日 21:00 | (1 BP) ニュージーランド | 96–17  | イタリア | パルク・オリンピック・リヨン, リヨン 観客数: 57,083人 レフリー: マシュー・カーリー (イングランド) |
| 2023年9月29日 21:00 | トライ: ジョーダン (2) 7' c, 70' c スミス (3) 17' c, 27' c, 34' c テレア 19' c サヴェア (2) 22' c, 40+5' c レタリック 50' c パパリイ 55' c コールズ (2) 61' m, 73' c マッケンジー 67' c ライナートブラウン 76' c コンバート: モウンガ (9/10) 8', 18', 20, 23', 28', 35', 40+6', 51', 57' マッケンジー (4/4) 69', 71', 74', 77' | Report | トライ: カプオッツォ 48' c M・イオアネ 80+1' c コンバート: アラン (1/1) 49' P・ガルビシ (1/1) 80+3' PK: アラン (1/1) 10' | パルク・オリンピック・リヨン, リヨン 観客数: 57,083人 レフリー: マシュー・カーリー (イングランド) |

### ニュージーランド vs ウルグアイ
| 2023年10月5日 21:00 | ニュージーランド | 73–0   | ウルグアイ | パルク・オリンピック・リヨン, リヨン 観客数: 57,672人 レフリー: ウェイン・バーンズ (イングランド) |
| 2023年10月5日 21:00 | トライ: マッケンジー (2) 20' c, 53' c モウンガ 25' c ジョーダン (2) 33' c, 65' c ロイガード 38' m ニューウェル 45' m ファインガヌク (3) 49' c, 68' c, 77' c ウィリアムズ 73' c コンバート: モウンガ (5/7) 21', 26', 34', 50', 54' マッケンジー (2/2) 66', 69' B・バレット (2/2) 74', 78' | Report |            | パルク・オリンピック・リヨン, リヨン 観客数: 57,672人 レフリー: ウェイン・バーンズ (イングランド) |

備考:
- ワールドカップ初対戦

### フランス vs イタリア
| 2023年10月6日 21:00 | (1 BP) フランス | 60–7   | イタリア                                              | パルク・オリンピック・リヨン, リヨン 観客数: 58,102人 レフリー: カール・ディクソン (イングランド) |
| 2023年10月6日 21:00 | トライ: プノー (2) 2' c, 38' c ビーリー＝ビーアレイ 13' c ラモス 22' c ジャリベール 47' c モーヴァカ 54' c モエファナ (2) 64' c, 76' m コンバート: ラモス (6/6) 4', 14', 23', 39', 48', 55' ジャミネ (1/2) 65' PK: ラモス (1/2) 7' ジャミネ (1/1) 80+1' | Report | トライ: ズリアーニ 71' c コンバート: アラン (1/1) 72' | パルク・オリンピック・リヨン, リヨン 観客数: 58,102人 レフリー: カール・ディクソン (イングランド) |